# Sfat popular
Sfatul popular a fost autoritatea publică locală, electivă, deliberativă și executivă, care a funcționat la nivelul comunelor, plășilor și județelor, ca organe locale ale puterii de stat, în perioada 1950-1968. El a înlocuit Comitetul Provizoriu local, care a funcționat în perioada 1948-1950, în baza Legii consiliilor populare, nr. 17/1949.
Sfatul popular își desfășura activitatea în sesiuni și avea ca sarcină realizarea tuturor dispozițiilor și ordinelor primite de la forurile superioare în toate domeniile de activitate și pentru unitățile subordonate. Atribuțiile de competență exclusivă ale sale erau aprobarea proiectului de buget și a planului de stat, înființarea de întreprinderi și instituții, aprobarea regulamentelor unităților aflate în subordine, precum și stabilirea taxelor și impozitelor din raza de competență. Sfatul popular trebuia convocat în sesiuni ordinare odată pe lună și în sesiuni extraordinare ori de câte ori era nevoie, la inițiativa Comitetului Executiv, a majorității Sfatului Popular sau la cererea organelor superioare. În timpul sesiunilor, Sfatul Popular își alegeau un președinte și un secretar, pentru conducerea ședințelor acestuia. Sfatul popular se sprijinea în activitatea sa pe comisiuni permanente și comitete de cetățeni, a căror organizare și funcționare era reglementată separat, prin regulamente.
Dintre membrii Sfatului Popular se alegea Comitetul Executiv, care era organul de execuție, compus dintr-un: președinte, 1-3 vicepreședinți, un secretar și membri (în funcție de mărimea unității teritorial-administrative). Principalele atribuții ale Comitetului executiv erau: pregătirea proiectului de plan și buget, întocmirea proiectelor de regulament în cadrul competenței, încheierea de contracte și obligațiuni, numirea și mutarea și aplicarea de pedepse disciplinare personalului propriu, convocarea Sfatului popular și elaborarea ordinii de zi a sesiunilor acestuia. Comitetul Executiv prelua o parte din atribuțiile Sfatului popular în intervalul dintre sesiunile acestuia.